# Ricardo Nascimento
Ricardo dos Santos Nascimento (Ilhéus, 7 febbraio 1987) è un calciatore brasiliano, difensore svincolato.

## Palmarès

### Competizioni internazionali
- CAF Champions League: 1

Mamelodi Sundowns: 2016
- Supercoppa CAF: 1

Mamelodi Sundowns: 2017

### Competizioni nazionali
- Campionato sudafricano: 3

Mamelodi Sundowns: 2017-2018, 2018-2019, 2019-2020
- Coppa di Lega sudafricana: 1

Mamelodi Sundowns: 2019
- Coppa del Sudafrica: 1

Mamelodi Sundowns: 2019-2020